# Ludzie sztosy
Ludzie sztosy – album studyjny polskiego zespołu hip-hopowego Dwa Sławy. Wydawnictwo ukazało się 9 stycznia 2015 roku nakładem wytwórni muzycznej Embryo Nagrania w dystrybucji Step Records.
Album dotarł do 7. miejsca zestawienia OLiS.

## Lista utworów
Opracowano na podstawie materiału źródłowego.
1. „Przyjaciele dwa” (gościnnie: Chercheń, Bartek Łańduch, produkcja: Marek Dulewicz) – 1:23
2. „:(” (produkcja: Marek Dulewicz) – 3:31
3. „Bą Bą Bą” (gościnnie: Paulina Tarasińska, Spinache, produkcja: Marek Dulewicz) – 3:06
4. „Ciężki zawód (Gettin' Money)” (produkcja: DJ Flip) – 3:16
5. „SMGŁSK” (produkcja: Marek Dulewicz) – 1:40
6. „Człowiek Sztos” (gościnnie: Quebonafide, produkcja: DJ Flip) – 4:29
7. „Hate-Watching” (gościnnie: Bakflip, produkcja: DJ Flip, Marek Dulewicz) – 4:17
8. „O sportowcu, któremu nie wyszło” (produkcja: DJ Flip) – 3:33[A]
9. „Niska szkodliwość społeczna czynu” (gościnnie: Danusia, produkcja: Marek Dulewicz) – 3:08
10. „Diabelskie podszepty” (gościnnie: JNR, produkcja: DJ Flip) – 4:34
11. „Dzień na żądanie” (gościnnie: Paweł Łankiewicz, produkcja: Astek, Marek Dulewicz) – 4:06
12. „Do ryma” (produkcja: Marek Dulewicz) – 2:45
13. „Multitasking” (produkcja: Marek Dulewicz) – 3:02
14. „Kobiety sztosy” (produkcja: Marek Dulewicz) – 3:09
15. „I tak powiem” (gościnnie: Kasia Grzesiek, produkcja: Astek, Marek Dulewicz) – 3:22

Notatki
- A^ Z wykorzystaniem sampli pochodzących z piosenki „Satisfaction Guaranteed” w wykonaniu Harold Melvin & the Blue Notes.

## Certyfikat
| Kraj          | Certyfikat  | Sprzedaż |
| ------------- | ----------- | -------- |
| Polska (ZPAV) | złota płyta | 15 000+  |